# Бой-Ривер (город, Миннесота)
Бой-Ривер (англ. Boy River) — город в округе Касс, штат Миннесота, США. На площади 1,1 км² (1,1 км² — суша, водоёмов нет), согласно переписи 2002 года, проживают 38 человек. Плотность населения составляет 34,4 чел./км².
- Телефонный код города — 218
- Почтовый индекс — 56672
- FIPS-код города — 27-07174[1]
- GNIS-идентификатор — 0655504[2]